# G0421 (China)
De G0421 of Xuguang Expressway is een autosnelweg in de Volksrepubliek China. De weg loopt van Xuchang naar Guangzhou. De naam Xuguang is een porte-manteau van de eindpunten Xuchang en Guangzhou. 